# Julián López Milla
Julián López Milla (Albacete, 1971) és un economista valencià d'origen castellanomanxec. Ha estat diputat a les Corts Valencianes en la VIII legislatura i IX legislatura i al Congrés dels Diputats a la XI i XII legislatura pel Partit Socialista del País Valencià (PSPV).

## Biografia
Julián López és llicenciat (1994) i doctor (1999) en Ciències Econòmiques i Empresarials per la Universitat d'Alacant, on va obtenir els premis de llicenciatura (1996) i doctorat (2000). La seva principal línia de treball és l'anàlisi dels processos de liberalització que està experimentant el sector elèctric a diversos països, especialment en el Regne Unit i Espanya. En aquest àmbit ha publicat articles en diverses revistes especialitzades i en l'actualitat imparteix docència sobre Regulació Econòmica dels Serveis Públics en la llicenciatura en Economia, així com un curs sobre la mateixa matèria al programa de doctorat del Departament d'Anàlisi Econòmica Aplicada de la Universitat d'Alacant.
El secretari general del PSPV Jorge Alarte el proposà per a formar part de la candidatura dels socialistes per la circumscripció d'Alacant a les eleccions a les Corts Valencianes de 2011, obtenint-hi l'acta de diputat. Abans havia sigut assessor per a assumptes econòmics i financers en la Secretaria General d'Infraestructures del Ministeri de Foment (juny de 2009 - maig de 2010). Fou novament escollit diputat a les eleccions a les Corts Valencianes de 2015. Renuncià a l'escó en juliol de 2015 quan fou nomenat Secretari Autonòmic de Model Econòmic i Finançament de la Conselleria d'Hisenda i Model Econòmic de la Generalitat Valenciana. Poc després deixà el càrrec per encapçalar la llista socialista per Alacant a les eleccions generals de desembre de 2015, pel que fou elegit diputat al Congrés dels Diputats. Va renovar l'escó a les eleccions de 2016 però el va deixar el novembre de 2017 per tal de ser nomenat alt càrrec de la Generalitat de nou, aquesta vegada com a Director General d'Anàlisi, Polítiques Públiques i Coordinació a les ordres directes del president de la Generalitat Valenciana Ximo Puig.
El març de 2022 fou nomenat president del Port d'Alacant.